# طباخ الريس (فلم)
طباخ الريس (بالعربية: طبّأخ الرئيس) فيلم مصري إنتاج عام 2008.

## قصة الفيلم
تدور أحداث الفيلم حول متولي (طلعت زكريا) طباخ شعبي في حي السيدة عائشة يعيش ظروف صعبة في منزل يجمعه بعائلة زوجته، يفاجئ في يوم أن رئيس الجمهورية (خالد زكي) أحد ضيوفه، ثم يتم ترشيح متولي بعد ذلك ليصبح الطباخ الخاص بالرئيس، وتزداد علاقة الرئيس به لأنه أصبح يعتبر متولي نبض للشارع المصري يستمع منه عن أخبار الشعب وآخر النكت والمشكلات.

## الممثلين
- طلعت زكريا : متولي طباخ الرئيس
- خالد زكي : الرئيس
- داليا مصطفى : انشراح زوجة متولي ومدرسة ألعاب
- سامح حسين : بصلة مساعد متولي
- أمينة : أمينة مطربة شعبية يحبها بصلة ويتزوجها
- لطفي لبيب : حازم
- أشرف زكي
- سعيد طرابيك : عم شحاتة رجل كفيف يتردد على عربة متولي
- محمد الصاوي : صلاح خال انشراح
- جمال إسماعيل : سليمان الطباخ السابق للرئيس قبل متولي
- ضياء الميرغني : الناظر
- أشرف عبد الباقي : (ضيف شرف) حسنين الطباخ المقترح للرئيس ويرفضه
- عبد السلام الدهشان : (ضيف شرف) بسطاوي المواطن المصري المزيف
- صبري عبد المنعم
- أحمد الحلواني موظف الحي المرتشي
- أحمد صيام من قيادات إحدى أحزاب المعارضة

## طاقم العمل
- تأليف : يوسف معاطي
- مدير التصوير : مصطفي عز الدين
- مهندس الديكور : كمال مجدي
- موسيقي تصويرية : خالد حماد
- مونتاج مها رشدي
- إنتاج : الباتروس للإنتاج الفني والتوزيع
- توزيع : المجموعة الفنية المتحدة

## وصلات خارجية
- مقالات تستعمل روابط فنية بلا صلة مع ويكي بيانات